# Billbergia minarum
Espèce
Classification phylogénétique
Billbergia minarum est une espèce de plantes de la famille des Bromeliaceae, endémique de la forêt atlantique (mata atlântica en portugais) au Brésil.

## Distribution
L'espèce est du endémique du Brésil et se rencontre dans les États d'Espírito Santo et du Minas Gerais.

## Description
L'espèce est épiphyte.